# Rail Club du Kadiogo
Rail Club du Kadiogo is een Burkinese voetbalclub uit de hoofdstad Ouagadougou. De club werd in 1967 opgericht als ASFRAN Ouagadougou en nam in 1989 de huidige naam aan. Kadiogo is de provincie waarin de hoofdstad ligt.

## Erelijst
Landskampioen
2005, 2016, 2017
Beker van Burkina Faso
Winnaar: 1994, 2012, 2016
Finalist: 1992
AJEB · US Comoé de Banfora · Racing Club de Bobo · AS Douanes · AS Faso-Yennenga · AS Fonctionnaires · US Forces Armées · Rail Club du Kadiogo · ASEC Koudouguou · Majestic SC · Étoile Filante Ouagadougou · US Ouagadougou · AS Police · Rahimo FC · Salitas FC · AS SONABEL